# خداداد عزيزي
خداداد عزيزي، من مواليد 22 يونيو 1971 في هازارا في فريمان بإيران، وهو لاعب كرة قدم إيراني معتزل.
بدأ عزيزي مسيرته الدولية في عام 1992، ولكنه نال الشهرة على مستوى آسيا بعد أن قاد منتخب إيران لكرة القدم إلى الوصول إلى كأس آسيا 1996 وكأس العالم لكرة القدم 1998 وكأس آسيا 2000، وقد اختير أفضل لاعب في آسيا في عام 1996.
و بعد أن لعب مع عدد من الأندية الإيرانية، وهي أبو مسلم وفتح طهران ونادي بهمن وبيروزي، انتقل عزيزي إلى نادي كولن الألماني في عام 1997، وقد شارك معهم في 50 مباراة وسجل 10 أهداف، وقد كان هو وزميله علي دائي وكريم باقري أول اللاعبين الإيرانيين الذين يلعبون في الدوري الألماني.
و في عام 2000 انتقل عزيزي إلى نادي سان خوسيه إيرثكويك الأمريكي، وفي عام 2001 لعب مع نادي النصر الإماراتي، ثم عاد إلى إيران ولعب مع نادي باس طهران، وفي عام 2005 انتقل إلى نادي أدميرا واكر النمساوي، ولكن حدثت مشكلات مع مدرب الفريق ولم يكمل عزيزي مسيرته مع النادي وعاد إلى إيران ووقع مع نادي عقاب الإيراني، وفي آخر سنة 2005 وقع مع نادي راه آهن الإيراني.

## روابط خارجية
- خداداد عزيزي على موقع الاتحاد الدولي (مؤرشف)  (الإنجليزية)
- خداداد عزيزي على موقع الدوري الأمريكي (الإنجليزية)
- خداداد عزيزي على موقع قاعدة بيانات كرة القدم.إي يو (الإنجليزية)
- خداداد عزيزي على موقع ناشيونال فوتبول تيمز (الإنجليزية)
- خداداد عزيزي على موقع عالم كرة القدم.نت (الإنجليزية)
- خداداد عزيزي على موقع كووورة